# أدولف هوش
أدولف هوش (بالألمانية: Adolf Hoch) هو مهندس معماري نمساوي، ولد في 17 يونيو 1910 في Vimperk ‏ في التشيك، وتوفي في 24 مايو 1992 في فيينا في النمسا.

## وصلات خارجية
- أدولف هوش على موقع أوليمبيديا (الإنجليزية)